# 2007 في السعودية
تحتوي هذه المقالة على أهم الأحداث التي شهدتها السعودية في 2007، والذي يوافق 1427–1428 هجري , إضافة إلى أهم الشخصيات السعودية التي وُلدت أو تُوفيت في هذه السنة.

## السياسة

### الحكم
الملك: عبد الله بن عبد العزيز آل سعود

## أحداث
- صدر أمر الملك عبد الله بن عبد العزيز آل سعود بصرف إعانة مقطوعة للأرز المستورد بواقع ( 1.000 ) ألف ريال للطن و زيادة إعانة حليب الأطفال المقطوعة من ريالين إلى أثني عشر ريالا للكيلوجرام وذلك لما تمثله هاتان السلعتان من أهمية خاصة في تكلفة معيشة المواطنين . [1]
- تبرع صاحب السمو الملكي الأمير سلطان بن عبدالعزيز آل سعود ولي العهد نائب رئيس مجلس الوزراء وزير الدفاع والطيران والمفتش العام بمبلغ 450 ألف ريال سعودي لتغطية تكاليف أداء مناسك الحج لهذا العام لـ 45 من المكفوفين اليمنيين . [1]
- زيارة رئيس وزراء الجمهورية الايطالية رومانو برودي إلى المملكة العربية السعودية .
- معالي وزير الزراعة رئيس مجلس المؤسسة العامة لصوامع الغلال ومطاحن الدقيق الدكتور فهد بن عبدالرحمن بالغنيم يوقع عقد مشروع توسعة الصوامع الخرسانية بفرع المؤسسة بمنطقة الجوف بمبلغ قدره 124 مليون ريال.[2]
- صاحب السمو الملكي الامير سلطان بن عبدالعزيز ولى العهد نائب رئيس مجلس الوزراء وزير الدفاع والطيران والمفتش العام يتوج فريق الاهلي بطلا لكأس سموه حفظه الله للموسم الرياضي 1427 / 1428هـ بعد فوزه على فريق الاتحاد بهدفين مقابل هدف واحد في المبارة الختامية التي اقيمت على استاد الامير عبدالله الفيصل بن عبدالعزيز بمحافظة جدة.[3]
- زيارة رئيس وزراء اليابان شينزو آبي للمملكة العربية السعودية . [3]
- الشركة السعودية للكهرباء تبرم ثلاثة عقود لتوسعة محطة توليد الطاقة الكهربائية في رابغ /المرحلة الخامسة/ وربطها بالشبكة الكهربائية للمنطقة الغربية بتكلفة إجمالية بلغت ثلاثة مليارات و 825 مليون ريال لإضافة 960 ميجاواط لإنتاج محطة رابغ التي يصل إنتاجها حالياً 2684 ميجاواط لتعزيز النظام الكهربائي وتلبية الطلب المتزايد على الطاقة الكهربائية في منطقتي مكة المكرمة والمدينة المنورة.[1]
- حصلت المملكة ممثلة في وزارة المياه والكهرباء على جائزة عالمية كأفضل منشأة حكومية في قطاع المياه والصرف الصحي للعام 2006م من جلوبال وواتر اواردز.[4]
- خادم الحرمين الشريفين الملك عبدالله بن عبدالعزيز آل سعود حفظه الله يستقبل في مزرعته بالجنادرية معالي رئيسة مجلس النواب الأمريكي نانسي بيلوسي والوفد المرافق لها .[4]
- تم في مقر وزارة الداخلية مراسم التوقيع على البيان المشترك لآلية تنفيذ التنقل بالبطاقة الشخصية / الهوية الوطنية / بين المملكة ودولة الامارات العربية المتحدة عبر المنافذ الرسمية للبلدين الشقيقين .[5]
- المملكة العربية السعودية تحصل على مقعد دائم في المجلس التنفيذي للمنظمة العالمية للأرصاد الجوية وذلك بعد أن خاضت الانتخابات للمجلس التنفيذي لأعضاء المنظمة والمكون من 184 دولة.
- الأعلان عن عزم مؤسسة النقد العربي السعودي طرح الإصدار الخامس من العملات الورقية للمملكة العربية السعودية الذي طبع في عهد خادم الحرمين الشريفين الملك عبدالله بن عبدالعزيز آل سعود في التداول .[6]
- احتفل في مدينة الخليل بالضفة الغربية بوضع حجر الأساس لمشروع مدينة الملك عبد الله بن عبد العزيز للإسكان الخيري الذي صدرت الموافقة السامية على تمويله لبناء 100 وحدة سكنية.[4]
- المملكة العربية السعودية تحصل على مقعد علمي عالمي في المؤتمر الطبي والمعرض السنوي الأوروبي للأشعة كأول دولة عربية تتوج بهذا الانجاز المتميز عقب مشاركتها في المؤتمر العالمي لأطباء الأشعة في فيينا بالنمسا بمشاركة أكثر من عشرة ألاف متخصص وخبير وباحث في هذا المجال .[4]
- صاحب السمو الملكي الأمير سلطان بن عبدالعزيز آل سعود ولي العهد نائب رئيس مجلس الوزراء وزير الدفاع والطيران والمفتش العام حفظه الله يستقبل في مكتبه بالديوان الملكي بقصر اليمامة معالي وزير الدفاع بجمهورية كوريا الجنوبية كيم جانغ سو والوفد المرافق له.[1]
- قدم صاحب السمو الملكي الأمير سلطان بن عبدالعزيز آل سعود ولي العهد نائب رئيس مجلس الوزراء وزير الدفاع والطيران والمفتش العام تبرعاً بمبلغ 16 مليون ريال دعماً للجمعية الخيرية لرعاية الأيتام / إنسان . [1]
- صاحب السمو الملكي الامير سعود الفيصل وزير الخارجية يفتتح ندوة // التواصل التاريخي بين اوربا والعالم العربي // التي نظمها مركز الملك فيصل للبحوث والدراسات الإسلامية وسفارة جمهورية ألمانيا الاتحادية لدى المملكة ضمن البرنامج الثقافي المواكب للاجتماع الوزاري المشترك لدول الاتحاد الاوربي ومجلس التعاون الخليجي وذلك بمؤسسة الملك فيصل الخيرية بالرياض .[7]
- خادم الحرمين الشريفين الملك عبدالله بن عبدالعزيز آل سعود يصل إلى عرعرفي مستهل جولة تفقدية لمنطقة الحدود الشمالية ومنطقة الجوف ومنطقة تبوك.[7]
- معالي وزير المالية الدكتور إبراهيم بن عبدالعزيز العساف يفتتح مؤتمر يوروموني السعودي 2007 تحت عنوان // التمويل في عالم متغير // بحضور عدد من الوزراء وعدد من كبار المسؤولين من القطاعين العام والخاص وأكثر من ألف مشارك بينهم 400 مشارك من خارج المملكة .[7]
- خادم الحرمين الشريفين الملك عبدالله بن عبدالعزيز آل سعود يدشن ويضع حجر الأساس لعدد من المشروعات التنموية والخدمية والاقتصادية والتعليمية والصحية والزراعية بقيمة إجمالية تصل إلى 15 مليار ريال خلال زيارته لمنطقة الجوف. [7]
- رعى خادم الحرمين الشريفين الملك عبدالله بن عبدالعزيز آل سعود حفظه الله وضع الحجر الأساس لمشروع جامعة الملك عبدالله للعلوم والتقنية.[8]
- نائب رئيس مجلس الوزراء رئيس اللجنة الحكومية المعنية بشئون اللاجئين في جمهورية اذربيجان علي حسنوف يصل إلى الرياض.[8]
- صدور أمر ملكي كريم بإعادة تشكيل المجلس الأعلى لشؤون البترول والمعادن .[9]
- مساعد العضو المنتدب للصندوق السعودي للتنمية محمد بن عبدالله الشاوي يوقع مع معالي وزير المالية والاقتصاد السنغالي عبدالله جوب بالعاصمة داكار اتفاقية قرض مشروع طريق وآكام بداكار بمبلغ 144 مليون ريال سعودي / حوالي 32 مليون دولار أمريكي [10]
- وزارة الزراعة تعلن عن ظهورأنفلونزا الطيور عالي الضراوة في طيور موجودة بإحدى الاستراحات بالمنطقة الشرقية.[10]
- حصلت كلية دار الحكمة للبنات بجدة على الاعتماد الأكاديمي البريطاني.[10]
- خادم الحرمين الشريفين الملك عبدالله بن عبدالعزيز آل سعود حفظه الله يستقبل في قصره بجدة فخامة الرئيسة تارغا هولنن رئيسة جمهورية فنلندا التي تقوم بزيارة رسمية للمملكة.[8]
- صاحب السمو الملكي الامير نايف بن عبدالعزيز وزير الداخلية يصل الى الكويت ليرأس وفد المملكة في الاجتماع الرابع لأصحاب السمو والمعالي وزراء الداخلية بدول الجوال للعراق.[8]
- معالي وزير المياه والكهرباء المهندس عبدالله بن عبدالرحمن الحصين يوقع عقدين جديدين لمشاريع المياه والصرف الصحي بالخفجي والنعيرية بقيمة اجمالية بلغت 310,551,27 ريال .[8]
- إقامة المؤتمر السعودي الثاني للتطوع وعنوانه // العمل التطوعي انتماء ونماء / بقاعة الملك فيصل للمؤتمرات في فندق الانتركونتننتال بالرياض.[11]
- رأس خادم الحرمين الشريفين الملك عبدالله بن عبدالعزيز آل سعود وفخامة الرئيس روه هو هيون رئيس جمهورية كوريا الجنوبية جلسة المباحثات الرسمية التي عقدت بين الجانبين في قصر خادم الحرمين الشريفين بالرياض.[12]
- برع صاحب السمو الملكي الأمير سلطان بن عبدالعزيز ولي العهد نائب رئيس مجلس الوزراء وزير الدفاع والطيران والمفتش العام بمبلغ خمسة عشر مليون ريال لشراء وقف يعود ريعه لدعم مشاريع الهيئة العالمية لتحفيظ القران الكريم المنتشرة في مختلف دول العالم .[12]
- صنف تقرير مؤشر الحرية الاقتصادية لعام 2007 م المملكة العربية السعودية في المرتبة السادسة في مؤشر حرية العمل بنسبة تتجاوز 92 في المائة وعزا التقرير الصادر عن مؤسسة هريتج التصنيف المتميز الذي حصلت عليه المملكة من بين 157 دولة إلى المرونة الكبيرة التي يتسم بها سوق العمل في المملكة في أنظمة التوظيف المعمول بها .[13]
- أمانة العاصمة المقدسة توقع ثلاثة عقود لتنفيذ عدد من المشروعات المتعلقة بسفلتة عدد من الطرق الواقعة جنوب مكة المكرمة بقيمة إجمالية تبلغ 15 مليون و600.[13]
- تم في سريلانكا وضع حجر الأساس للمدينة السكنية النموذجية بمنطقة /امبارا/ والتي أمر خادم الحرمين الشريفين الملك عبدالله بن عبدالعزيز آل سعود ـ حفظه الله بإقامتها .[13]
- الملك محمد السادس ملك المملكة المغربية يستقبل في القصر الملكي في الرباط صاحب السمو الملكي الأمير سلطان بن عبدالعزيز ولي العهد نائب رئيس مجلس الوزراء وزير الدفاع والطيران والمفتش العام.
- خادم الحرمين الشريفين الملك عبدالله بن عبدالعزيز يأمر بإنشاء ساعة مكة المكرمة في أعلى البرج الخامس من مشروع وقف الملك عبدالعزيز بمكة المكرمة.[11]
- صاحب السمو الملكي الأمير سلطان بن عبدالعزيز ولي العهد نائب رئيس مجلس الوزراء وزير الدفاع والطيران والمفتش العام يتبرع بإنشاء مركز الأمير سلطان لأمراض الدم والأورام في مدينة الملك فهد الطبية بسعة 300 سرير.[11]
- زيارة تابو مبيكي رئيس جمهورية جنوب أفريقيا إلى المملكة العربية السعودية . [11]
- أعلنت المملكة العربية السعودية ومنغوليا عن إقامة علاقات دبلوماسية بينهما.[11]

### فبراير
- 8: اتفاق حماس فتح في مكة بعد يومين من المشاورات.[14]

### مارس
- 19: تأسيس شركة السوق المالية السعودية (تداول)
- 24: انعقاد مؤتمر القمة العربية بالعاصمة الرياض.[14]

## وفيات
- سعود بن مشعل بن يزيد بن سعود بن عبدالعزيز آل سعود.
- عبد العزيز بن عبد المحسن التويجري.

### يناير
- سلامة العبد الله، فنان سعودي.

### مايو
- عبد المجيد بن عبد العزيز آل سعود أمير منطقة مكة المكرمة.
- عبد الله بن فيصل بن عبد العزيز آل سعود، الإبن الأكبر للملك فيصل بن عبد العزيز آل سعود.

### أغسطس
- عتاب، مطربة.

### أكتوبر
- عبد العزيز المسند، فقيه ووزير.